# Tuvalská kuchyně

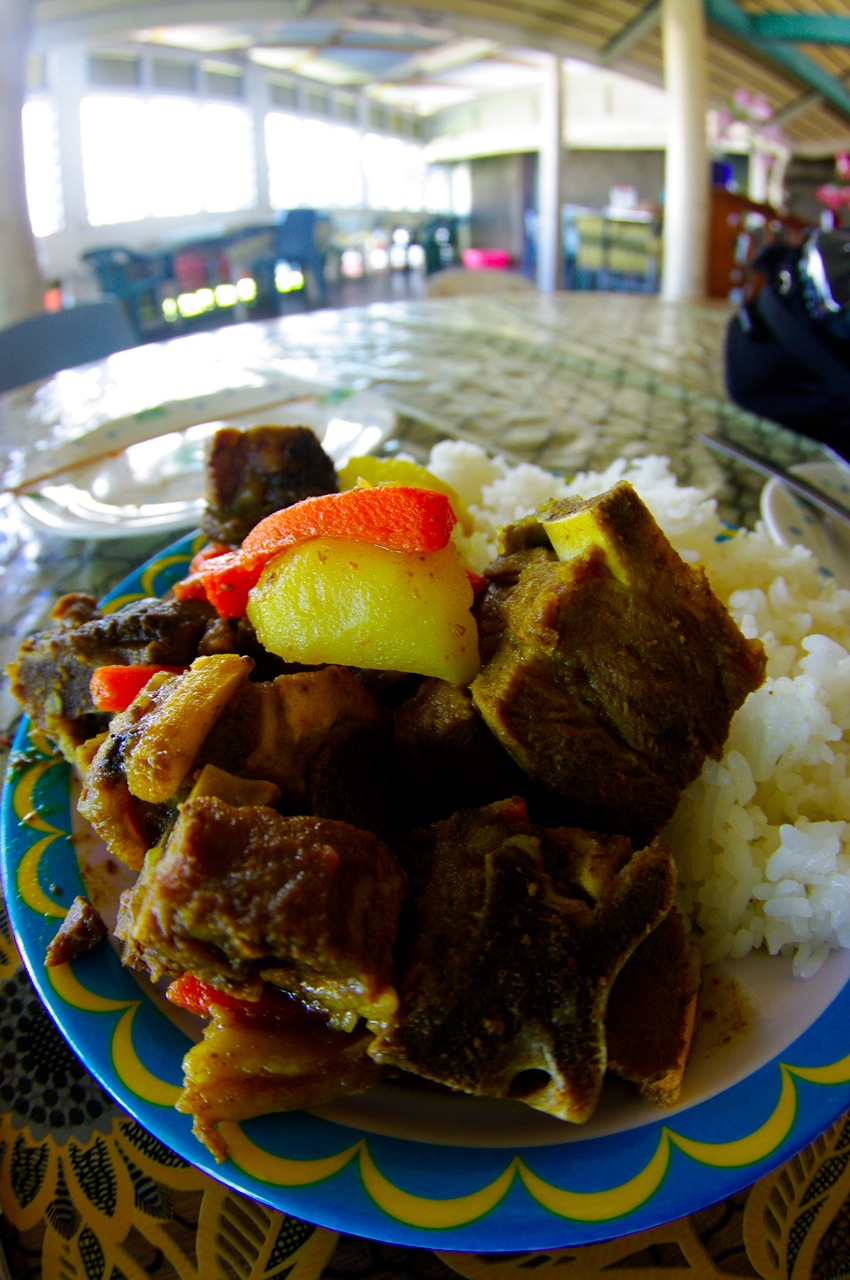
Typický tuvalský pokrm

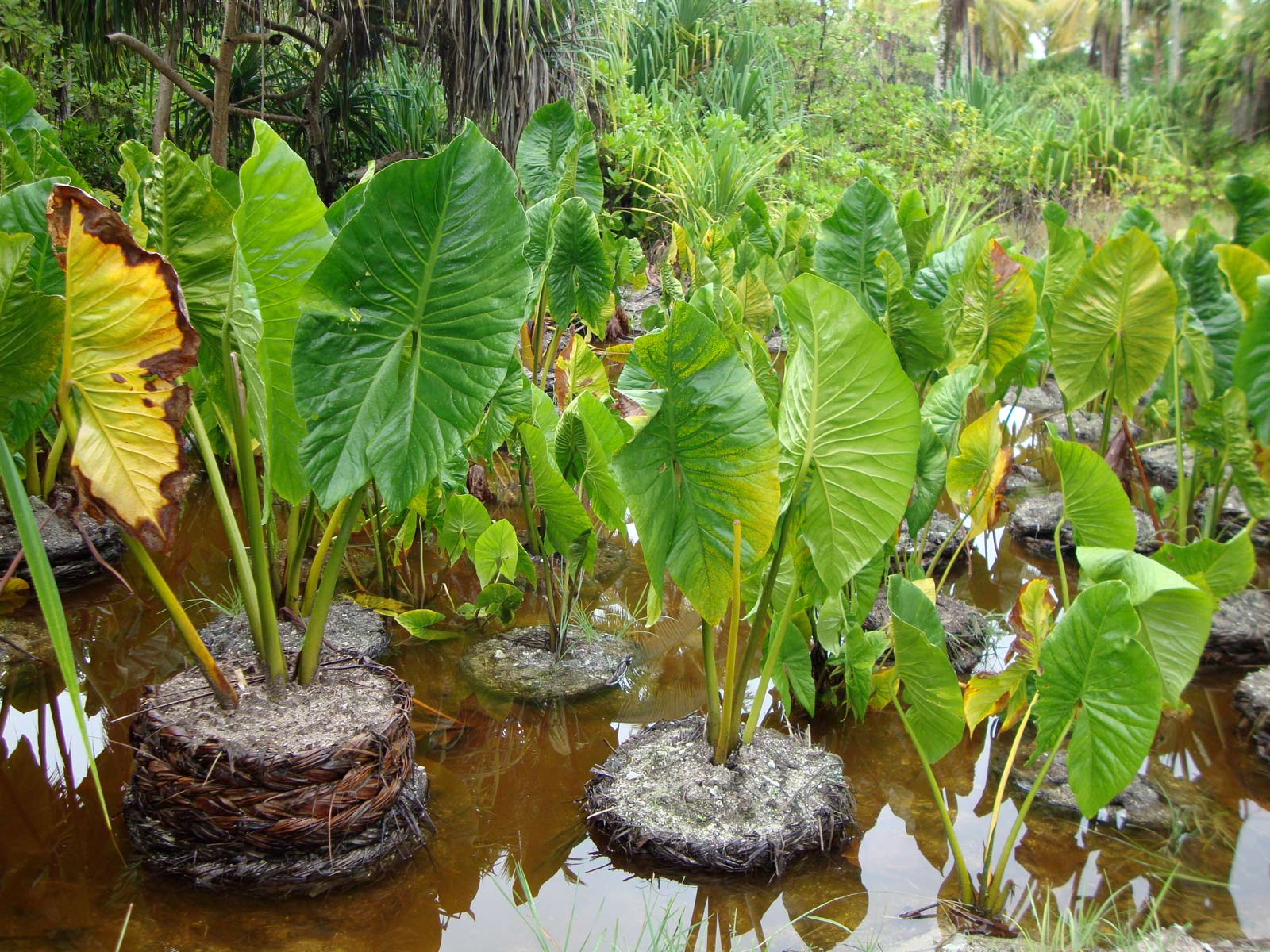
Rostlina pulaky

Základní surovinou tuvalské kuchyně je pulaka (tzv. bažinné taro, latinský název rostliny: cyrtosperma merkusii). Mezi další často používané suroviny patří kokos, banány, chlebovník a rýže, dále také ryby, mořské plody (například krab palmový). Dále se používá také vepřové maso a maso z mořských ptáků (například nody). Tuvalská kuchyně nebyla příliš ovlivněna ostatními kuchyněmi, existuje ale malý vliv britské kuchyně. Mnoho pokrmů se také dováží ve formě konzerv.

## Příklady tuvalských pokrmů
Příklady tuvalských pokrmů a nápojů:
- Palusami (pokrm na Tuvalu také nazývaný jako samoa), listy taro vařené v kokosovém mléce
- Fekei, drcená hlíza pulaky vařená v pulakovém listu a podávaná s kokosovým mlékem
- Kari z tuňáka a kokosového mléka[2][1]
- Smažené kousky z těsta z kokosu a banánů[3][4]
- Tulolo, pokrm z hlíz pulaky a kokosového mléka, specialita ostrova Niutao